# Provincia di Nakhon Si Thammarat
La provincia di Nakhon Si Thammarat  si trova in Thailandia, nella regione della Thailandia del Sud. Si estende per 9.942,5 km², ha 1.519.811 abitanti ed il capoluogo è il distretto di Mueang Nakhon Si Thammarat. La città principale è Nakhon Si Thammarat.

## Suddivisioni amministrative
La provincia di Nakhon Si Thammarat è suddivisa in 23 distretti (amphoe). I distretti sono a loro volta suddivisi in  165 sottodistretti (tambon) e 1428 villaggi (muban). I distretti sono:

1. Mueang Nakhon Si Thammarat
2. Phrom Khiri
3. Lan Saka
4. Chawang
5. Phipun
6. Chian Yai
7. Cha-uat
8. Tha Sala
9. Thung Song
10. Na Bon
11. Thung Yai
12. Pak Phanang
13. Ron Phibun
14. Sichon
15. Khanom
16. Hua Sai
17. Bang Khan
18. Tham Phannara
19. Chulabhorn
20. Phra Phrom
21. Nopphitam
22. Chang Klang
23. Chaloem Phra Kiat